# Walter Hammerl
Walter Hammerl (* 1952 in Graz; † Februar 1981 in Oberedelstauden) war ein österreichischer Musiker, Conférencier und Manager.

## Leben
Hammerl arbeitete schon früh mit den Musikern Thomas Spitzer und Gert Steinbäcker zusammen. 1977 wurde er Manager, Conférencier und gelegentlicher Sänger der von Spitzer gegründeten Ersten Allgemeinen Verunsicherung (EAV). Bis 1981 lebte er gemeinsam mit Spitzer, Steinbäcker, Nino Holm, Eik Breit, Anders Stenmo und Günther Schönberger auf dem EAV-Bauernhof. Im Februar 1981 beging Hammerl Suizid.